# Тесса Сандерсон
Тесса Сандерсон  (англ. Tessa Sanderson, 14 березня 1956) — британська легкоатлетка, олімпійська чемпіонка (1984).

## Виступи на Олімпіадах
| Олімпіада         | Дисципліна    | Місце             |
| ----------------- | ------------- | ----------------- |
| Монреаль 1976     | метання списа | 10                |
| Москва 1980       | метання списа | 19 (кваліфікація) |
| Лос-Анджелес 1984 | метання списа | 1                 |
| Сеул 1988         | метання списа | 21 (кваліфікація) |
| Барселона 1992    | метання списа | 4                 |
| Атланта 1996      | метання списа | 14 (кваліфікація) |